# 곡성역 (섬진강 기차마을)
곡성역(谷城驛)은 대한민국 전라남도 곡성군에 있는 섬진강 기차마을의 역이다. 평일 2회, 휴일 4회 관광용 증기기관차가 운행한다. 역사는 옛 전라선 곡성역의 것으로, 1930년대의 전형적인 철도역사의 모습을 잘 간직하고 있어 국가등록문화재로 지정되었다.
구 소화물 취급소 뒤쪽으로는 1960년대를 배경으로 하는 영화나 드라마를 찍을 수 있는 간이 세트장이 설치되어 있다. 또한 기차마을 레일바이크가 곡성역까지 순환형으로 운행중이다.

## 역 주변
- 전라선 곡성역: 서쪽으로 도보 0.8km
- 섬진강 기차마을 철로자전거, 하늘자전거
- 관광용 증기기관차: 왕복 운임 기준 일반 6천원 (입석은 5천원이다)

## 역사
- 1933년 10월 15일: 전라선 개통과 동시에 보통역으로 영업 개시
- 1999년 2월 25일: 전라선 복선화로 역사 이설, 영업 중지

- 2004년 4월: 재개업, 미니열차 운행개시
- 2004년 12월 31일: 역사가 등록문화재로 지정됨
- 2005년 3월: 정식 개업